# Echinorhynchus pupa
Echinorhynchus pupa är en hakmaskart som beskrevs av Otto Friedrich Bernhard von Linstow 1905. Echinorhynchus pupa ingår i släktet Echinorhynchus och familjen Echinorhynchidae. Inga underarter finns listade i Catalogue of Life.